# Miriquidica lulensis
Miriquidica lulensis är en lavart som först beskrevs av Hellb., och fick sitt nu gällande namn av Hertel & Rambold. Miriquidica lulensis ingår i släktet Miriquidica och familjen Lecanoraceae.  Arten är reproducerande i Sverige. Inga underarter finns listade i Catalogue of Life.